# Змащувально-охолоджувальні рідини

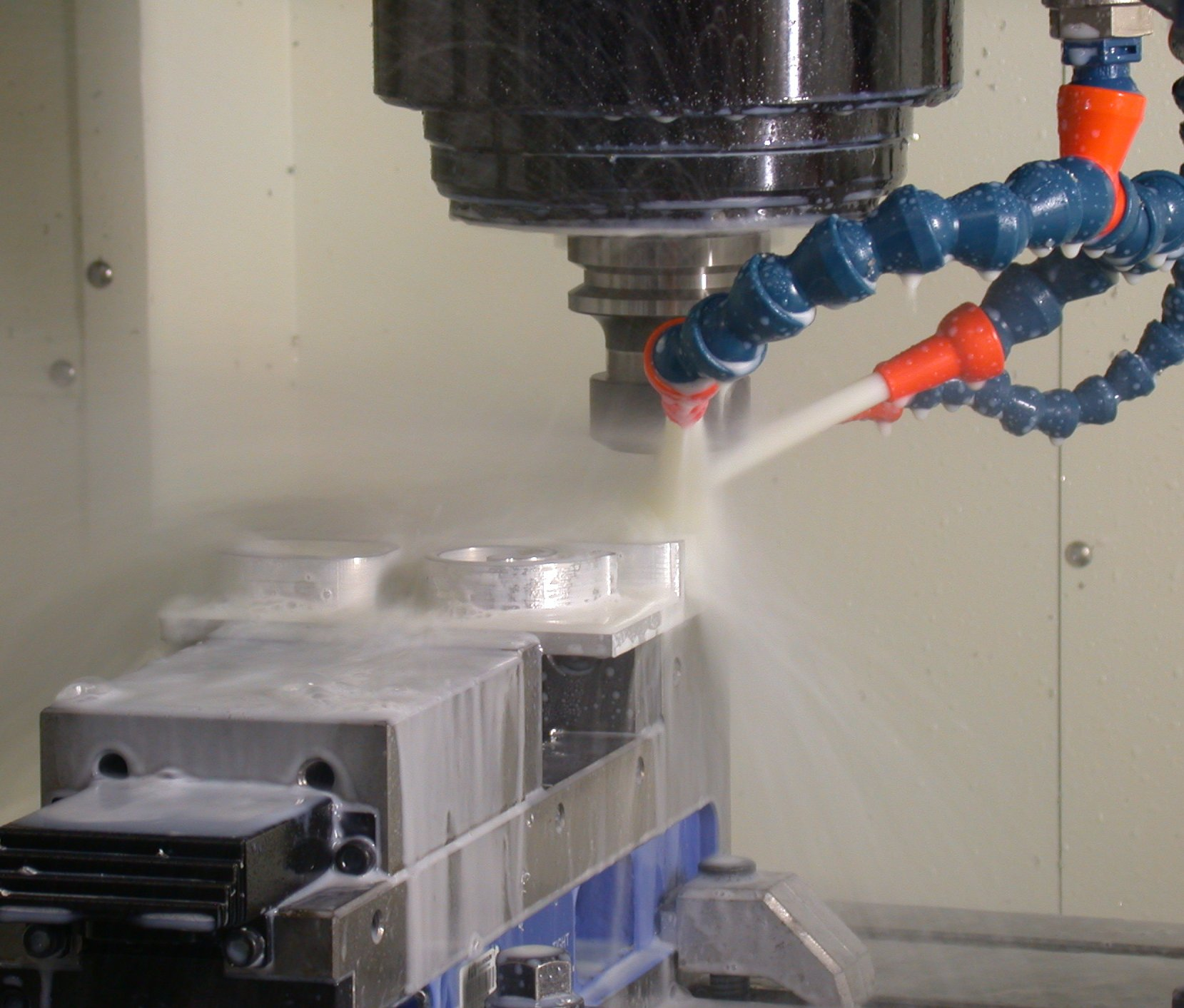
Використання ЗОР при обробці алюмінюєвої заготовки деталі на фрезерному верстаті з ЧПУ.

Зма́щувально-охоло́джувальні ріди́ни (ЗОР) — технічні рідини, звичайно складні багатокомпонентні системи, призначені в основному для змащування і охолоджування металообробних інструментів і деталей, сприяють зниженню зносу інструментів і підвищенню точності оброблених деталей (в процесі обробки матеріалів ЗОР виконують, крім того, ряд інших функцій: вимивають абразивний пил і стружку, захищають оброблені деталі, інструмент і устаткування від корозії, покращують санітарно-гігієнічні умови роботи).

## Класифікація ЗОР
Залежно від складу розрізняють три групи ЗОР:
- Чисті мінеральні оливи або оливи з протизносними і протизадирними присадками жирів, органічних сполук сірки, хлору, фосфору; часто до них додають також антикорозійні, антиокислювальні і протипінні присадки в кількості 5-50 %.
- Водні емульсії мінеральних олив, які одержують на місці використання розбавленням водою емульсолів, що складаються з 40-80 % мінеральної оливи і 20-60 % емульгаторів, зв'язуючих речовин, інгібіторів корозії, антівспінювачів, бактерицидів.
- Водні розчини поверхнево-активних речовин і низькомолекулярних полімерів, які, аналогічно емульсолам, одержують з концентратів, що містять 40-60 % поверхнево-активних речовин, полімерів, інгібіторів корозії, протиспінювачів, бактерицидів і 40-60 % води.

Концентрація робочих емульсій і розчинів залежить від умов застосування і звичайно становить 2-10 %. ЗОР одержують змішуванням базової основи з присадками.

## Застосування ЗОР
Застосовуються ЗОР головним чином при обробці металів різанням, обробці металів тиском, при обробці пластмаси і металокераміки. У кожному окремому випадку вибір ЗОР визначається виглядом і режимом обробки, складом і властивостями інструментального і оброблюваного матеріалів, вимогами до якості обробленої поверхні, способом подачі рідини і ін. Оливні ЗОР, завдяки їх високим змащувальним властивостям, широко застосовують при важких режимах обробки (низькі швидкості, великі глибини різання); водні ЗОР з урахуванням їх охолоджувальних властивостей використовують головним чином для високошвидкісної обробки.